# Sainte Véronique (Costa)
Sainte Véronique est un tableau attribué à Lorenzo Costa peint en 1508 à Mantoue. L’œuvre de 64 × 54 cm, réalisée à l’huile sur un panneau en bois de peuplier, est conservée au musée du Louvre à Paris.

## Historique
En 1507, le conseiller de Louis XII Florimond Robertet demande au marquis de Mantoue Francesco II Gonzaga de lui procurer un tableau d’Andrea Mantegna. Ce dernier étant mort quelques mois auparavant, le marquis lui propose une œuvre d’un peintre qui n’est pas nommé dans leurs échanges épistolaires, mais décrit comme le successeur de Mantegna à la cour de Mantoue. Robertet accepte et fait en juillet 1508 sa commande en demandant une représentation de sainte Véronique, requête inhabituelle peut être inspirée par le diptyque de Hans Memling présent dans la collection de la marquise de Mantoue et représentant la sainte avec saint Jean-Baptiste.
La trace du tableau se retrouve ultérieurement dans la collection de Louis de Bourbon puis dans celle de Louis-Philippe d’Orléans, qui le transmet à son fils Louis-Philippe Ier. Il entre plus tard en possession de l’impératrice Eugénie avant d’être vendu en 1874, puis en 1951. Considéré comme perdu dans les années 1980, il réapparaît lors d’une vente chez Christie's en 1989, il est acquis par le musée du Louvre qui le conserve depuis.

## Attribution
Lors de la vente de 1874, le tableau est attribué à Bernardino Luini, puis Giampietrino lors de celle de 1951. La vente de 1989 revient à l’attribution à Luini, mais les expertises menées par la suite au Louvre penchent en faveur de Lorenzo Costa.